# Tarporley-festő
A Tarporley-festő az i. e. 4. század első harmadában Dél-Itáliában, Apuliában alkotó görög vázafestő volt. Pontos születési és halálozási dátuma nem ismert és mivel nem szignálta alkotásait, neve sem maradt ránk. A Tarporley-festő nevet egyik vázája korábbi őrzési helyéről kapta. 

Az apuliai műhelyek szinte teljes működése során kétféle díszítési módot alkalmaztak, az "egyszerű" és "díszített" stílust. Egyszerű stílusban kisebb edényeket festettek viszonylag egyszerű kompozíciókkal, egy – négy alakkal. A díszített stílusú fazekasáruban az edények legtöbbször nagyobb méretűek  a rajtuk lévő képek sokkal díszesebbek mint a másik csoport edényein. 
A Tarporley-festő egyszerű stílusban alkotott, a stílus az i. e. 4. század első negyedében aktív festői közül ő volt a legjelentősebb.
A Sziszüphosz-festő tanítványa és követője volt, korai alkotásain felismerhető mesterének hatása figurái hajlékony vonalakkal rajzolt végtagjain, a felöltözött férfialakok vonalvezetésén és ünnepélyes tekintetű nőalakjain. Drapériái azonban kevésbé elegánsak és a (legtöbbször ovális) fejek előredőlnek. Később rajzainak vonalvezetése egységesebbé, bár kevésbé pontossá válik, az arcok durvábbak a drapériák szélei egyre pedig egyre hullámosabbak lesznek. Az alakok között egyre gyakrabban indák jelennek meg, a földön szétszórva virágok, növények és kavicsok láthatók. 
A Tarporley-festő legtöbbször harang-kratéreket festett Dionüszoszhoz vagy a színházhoz köthető képekkel, közülük egyiken látható a legkorábbi pülax jelenet, amit később számos másik követ az apuliai vázafestészetben. Ezek dél-itáliai területeken meghonosodott egyfajta burleszk előadások voltak, ahol kifigurázták a mitológiai történeteket. Egy tolvaj megbüntetését ábrázolja egy felirattal ami a darabból lehet idézet. Több vázája mindennapos eseményeket mutat be főleg atlétákat, viszonylag ritkán festett mitológiai képeket. Vázái hátoldalán kivétel nélkül két vagy három felöltözött férfialakot ábrázolt, jellegzetességük a himationon a lábak mögött végigfutó két párhuzamos vastag fordított „L” alakú vonal. 
Munkássága és a lukániai Dolón-festő egyes alkotásai között szoros kapcsolat ismerhető fel, elképzelhető, hogy egy ideig együtt dolgoztak.  
A Tarporley-festő közvetlen követői és munkásságának folytatói  főleg Dionüszosz-jeleneteket illetve a mindennapokhoz kötődő képeket festettek, az edények hátoldalán szinte kizárólag férfialakokkal. Ezek a hátoldali ábrázolások jobban tükrözik alkotóik egyéni technikáját mint az előoldali képek, és megkönnyítik az alkotók elkülönítését.